# 徳山ダム
徳山ダム（とくやまダム）は、岐阜県揖斐郡揖斐川町、一級河川・木曽川水系揖斐川最上流部に建設されたロックフィルダム。独立行政法人水資源機構が管理する多目的ダムである。
日本最大級のダムであり、総貯水容量6億6,000万 m3は日本一を誇る。水害常襲地帯である揖斐川の治水および東海3県の水がめとして建設された。

## 概要
揖斐川は濃尾平野西部を流れる木曽三川のひとつで、大垣市などを貫流し伊勢湾に注ぐ。大垣市は揖斐川ほか複数の河川が流れていることから「水都」と美称されている。その反面、古来より水害常襲地帯であり、かつて隣の垂井町に美濃国国府が設置されていたにもかかわらず、この地域に岐阜県庁が設置されなかったのは水害のためともいわれている。このため輪中や油島千本松原締切堤など、数多の治水工事が繰り返されたが根本的な解決とはならず、揖斐川の治水は流域住民の悲願でもあった。
ダム建設に伴い徳山村全村が水没し、その後はダムの必要性について全国的な論争が起きるなど話題も多いダムである。ダムによって形成された人造湖は、旧徳山村村民からの要望により旧村名から徳山湖（とくやまこ）と命名された。
事業に対しては推進・反対と分かれ、様々な異論や反論もあったものの、2008年（平成20年）に完成した。1957年（昭和32年）に事業が計画されてから51年という極めて長期のダム計画であり、八ッ場ダム（吾妻川）・川辺川ダム（川辺川）などと共に日本の長期化ダム事業の代表格となっている。

### 日本最大の多目的ダム
ダムの型式は、中央土質遮水壁型ロックフィルダムで、堤高は161 mである。ダムの高さでは黒部ダム（黒部川）の186 m、高瀬ダム（高瀬川）の176mに次いで日本第3位であり、ロックフィルダムとしては高瀬ダムに次いで第2位、多目的ダムとしては日本一の高さである。堤体積では滋賀県に建設する予定であった丹生ダム（高時川）に次ぎ日本第2位である。
ダム建設によって出現する人造湖は総貯水容量が6億6,000万 m3と、これまで日本一だった奥只見ダム（只見川）の6億100万 m3をも上回った。これは浜名湖（静岡県）の容量の約2倍、東京ドーム単位で約532個分であり、湛水面積1,300 haも諏訪湖（長野県）に匹敵し、雨竜第一ダム（朱鞠内湖）の2,373.0 ha、夕張シューパロダム（シューパロ湖）の1,510.0 haに次いで日本第3位となる。
多目的ダムとしては日本一の規模であり、総費用3,500億円も日本最大である。巨大ダム建設の可能地点が稀少化し、また巨大ダム建設に対する世論が厳しくなった現状では、日本最後の巨大ダム建設となるものとみられる。
ダムの目的は、揖斐川沿岸の洪水調節、揖斐川の水量維持・安定化と、揖斐川流域農地の既得取水量を確保するための不特定利水、愛知県・名古屋市・岐阜県への上水道供給、中京工業地帯・東海工業地域及び岐阜県下への工業用水供給、当初計画では認可出力40万kWに及ぶ揚水発電を加味した水力発電である。

## 沿革

### ダム計画
戦後の1949年（昭和24年）に「河川改訂改修計画」が経済安定本部より発案され、水害による経済復興抑制を阻止するため利根川・淀川・北上川など全国10水系で多目的ダムによる総合的洪水調節計画が施行された。木曽川水系においても木曽川水系流域計画が施行され、発電用ダムとして計画されていた丸山ダム（木曽川）が多目的ダムに変更となった。
揖斐川についても水害常襲地帯である大垣市より下流、輪中における治水が望まれ、1951年（昭和26年）から岐阜県により補助多目的ダムの調査が行われていたが「改訂改修計画」を受け、1953年（昭和28年）から建設省中部地方建設局（現：国土交通省中部地方整備局）へ事業が移管された。当初は現在のダム地点から下流数キロメートル地点に東杉原ダムというダムが計画されていた。規模は高さ72 m、総貯水容量は約1億8,400万 m3であったが、その後さらに下流の藤橋村東横山地点に計画が移された。これが現在の横山ダムであり、1964年（昭和39年）に完成した。
ところが横山ダムが工事中の1959年（昭和34年）9月、伊勢湾台風が中部地方に致命的な被害をもたらした。4,500人以上の死者を出す戦後最悪の風水害となり、揖斐川流域でも養老郡多芸輪中を中心に5,900戸が浸水、29人が死亡した。このため横山ダムの洪水調節流量が改訂されたほか、揖斐川上流にさらなる洪水調節用ダムの建設が計画された。
他方、戦後の深刻な電力不足を早急に解決することも治水と同様に求められていた。1950年（昭和25年）の国土総合開発法に基づき、木曽川水系では木曽特定地域総合開発計画が定められ、治水と灌漑、水力発電を目的とした総合開発が計画された。1954年（昭和29年）に電源開発促進法が施行され電源開発株式会社が発足。只見川・天竜川をはじめとする日本各地の河川において水力発電所の建設を推進していたが、急流である揖斐川も水力発電の適地として着目され、横山ダムの建設が着手された1957年（昭和32年）、揖斐川流域を電源開発促進法に基づく水力開発事業調査区域に指定。上流の徳山村地点において水力発電用ダムの建設を計画した。
以上が徳山ダムの原点である。最初は建設省による多目的ダム、次いで電力会社の発電用ダムとして計画されたが、伊勢湾台風後は治水を万全なものとするため、1966年（昭和41年）に再び建設省の多目的ダムとして事業が進められていった。

### 揖斐川総合開発事業
1971年（昭和46年）、建設省による特定多目的ダム事業として事業計画が発表された。当時は高度経済成長に伴い中京工業地帯が急成長して中京圏の人口が急増し、すでに愛知用水が完成していたものの上水道・工業用水道はしばしば水不足に陥っていた。このため木曽川水系は1962年（昭和37年）に施行された水資源開発促進法に基づく開発指定水系となり、愛知用水などは水資源機構の前身である水資源開発公団に事業移管され、総合的な水資源開発が行われていった。
こうした経緯から、1973年（昭和48年）3月に木曽川水系における水資源開発の基本施策である木曽川水系水資源開発基本計画が一部改訂となり、徳山ダムは阿木川ダム（阿木川）とともに建設省から水資源開発公団に事業移管された。1976年（昭和51年）には水資源開発促進法に基づく多目的ダム事業に変更され、「揖斐川総合開発事業」の中心として正式着手の運びとなった。
水没地区の住民との長期にわたる補償交渉（後述）を経て、2000年（平成12年）より本体工事に着手し、本体盛り立てが2006年（平成18年）に完了。同年9月25日より試験湛水（ダムに水を貯めて堤体の安全性を確認する作業）が行われ（9・25試験湛水）、2008年（平成20年）5月にダムの安全性の確認が終了し、同年10月13日に完成となった。なお少雨により試験湛水が予定より遅れたため、2008年4月に完了を待たずに徳山ダム管理所となった。またダム本体の工事と同時に国道417号の付替工事も行われ、こちらは徳山バイパスとして2006年9月22日に全線開通した。

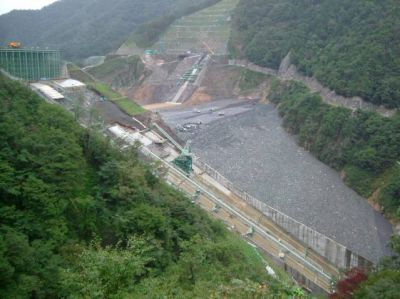
本体盛り立て工事（2006年）
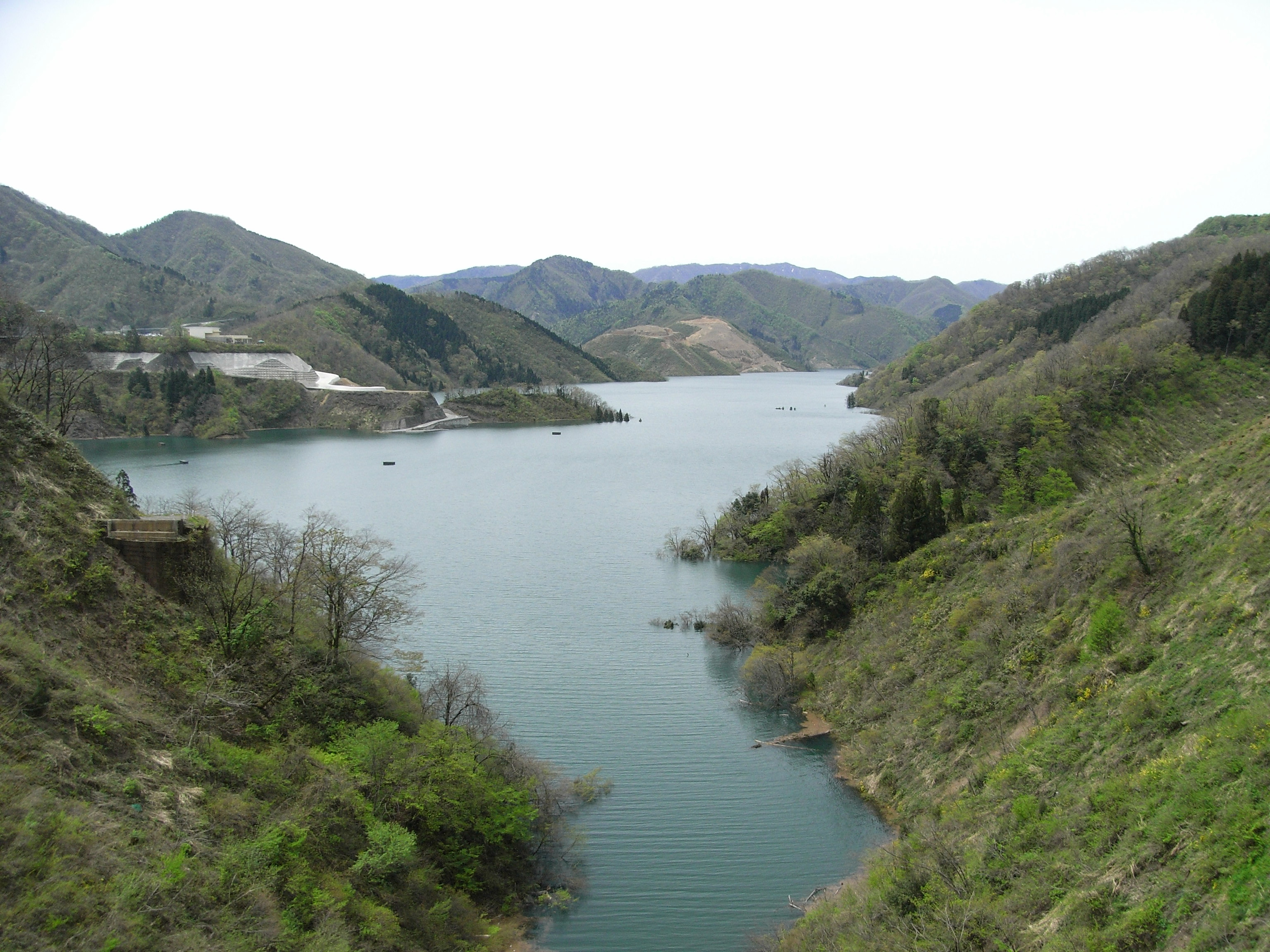
試験湛水（2007年）
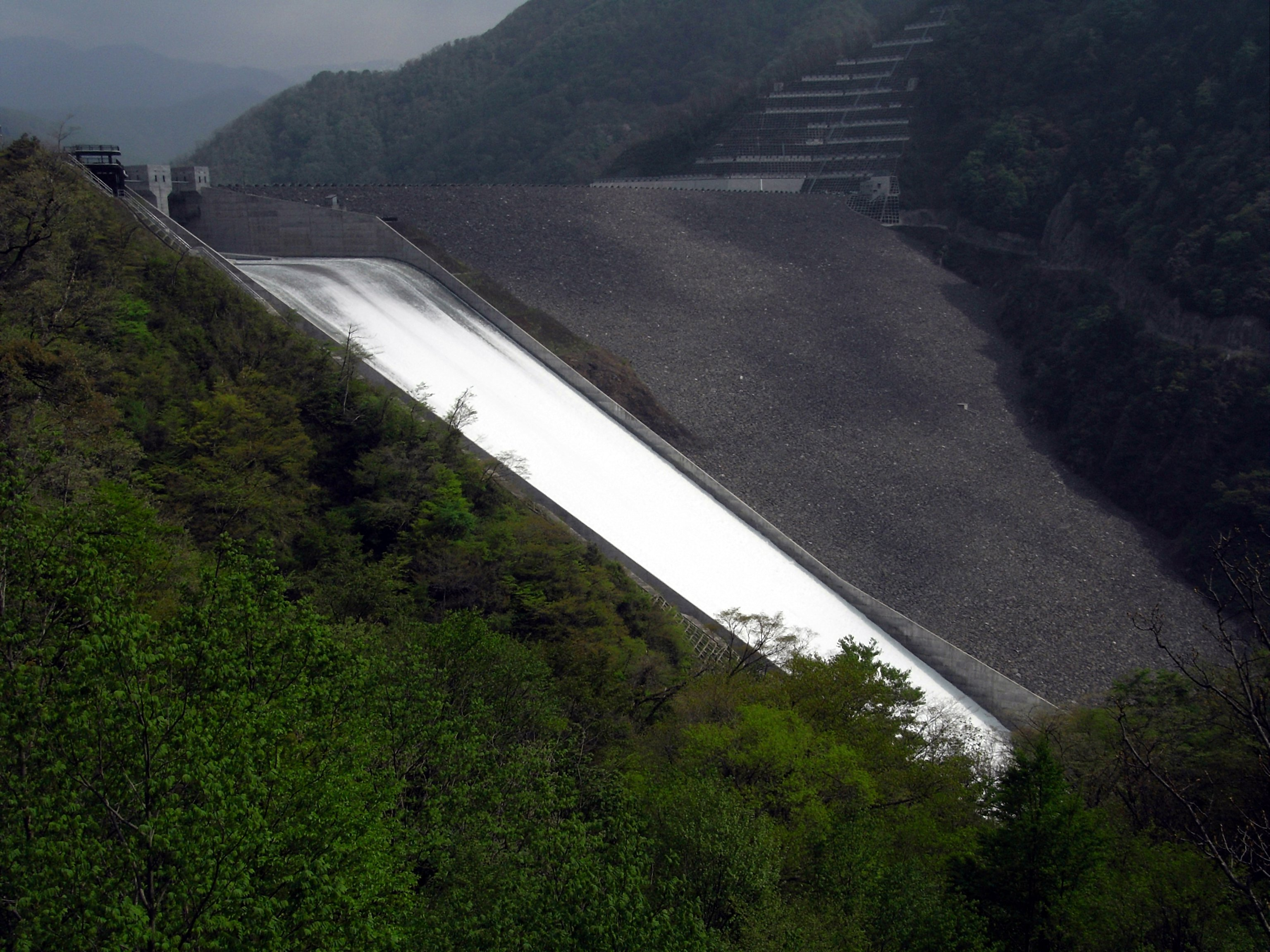
試験放流（2008年）
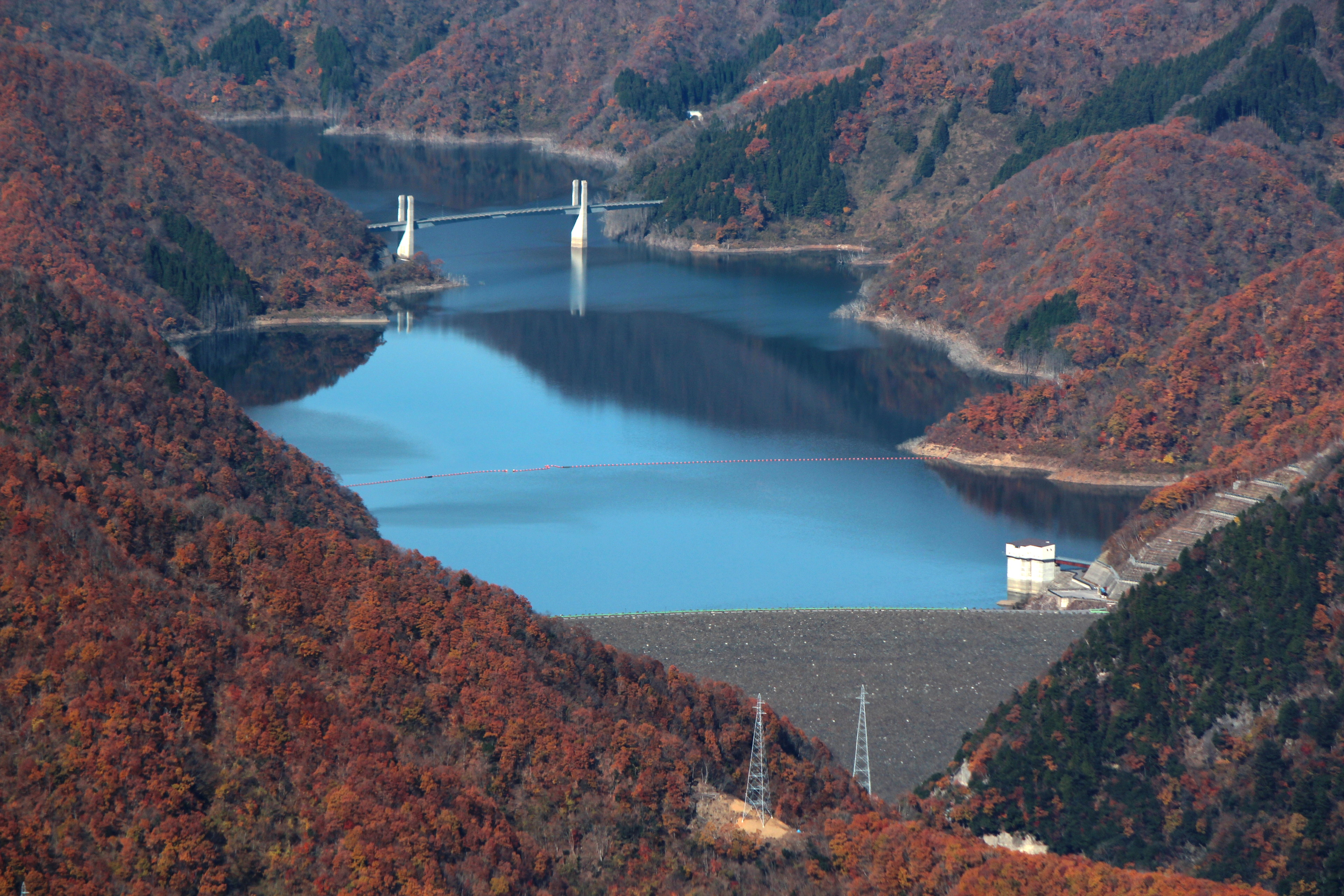
花房山から望むダム湖と国道417号の徳之山八徳橋（2012年）

### 消えた徳山村

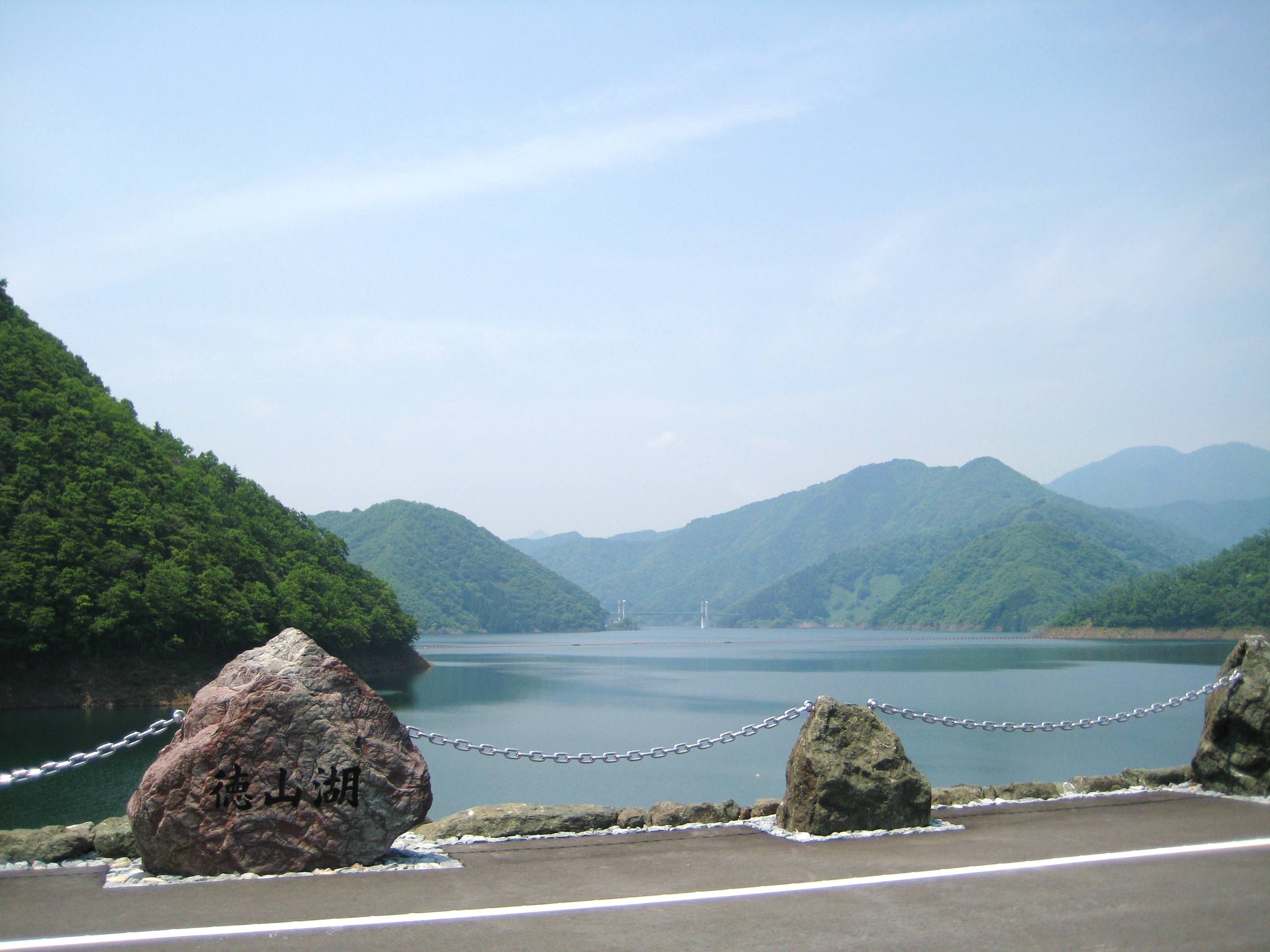
徳山湖

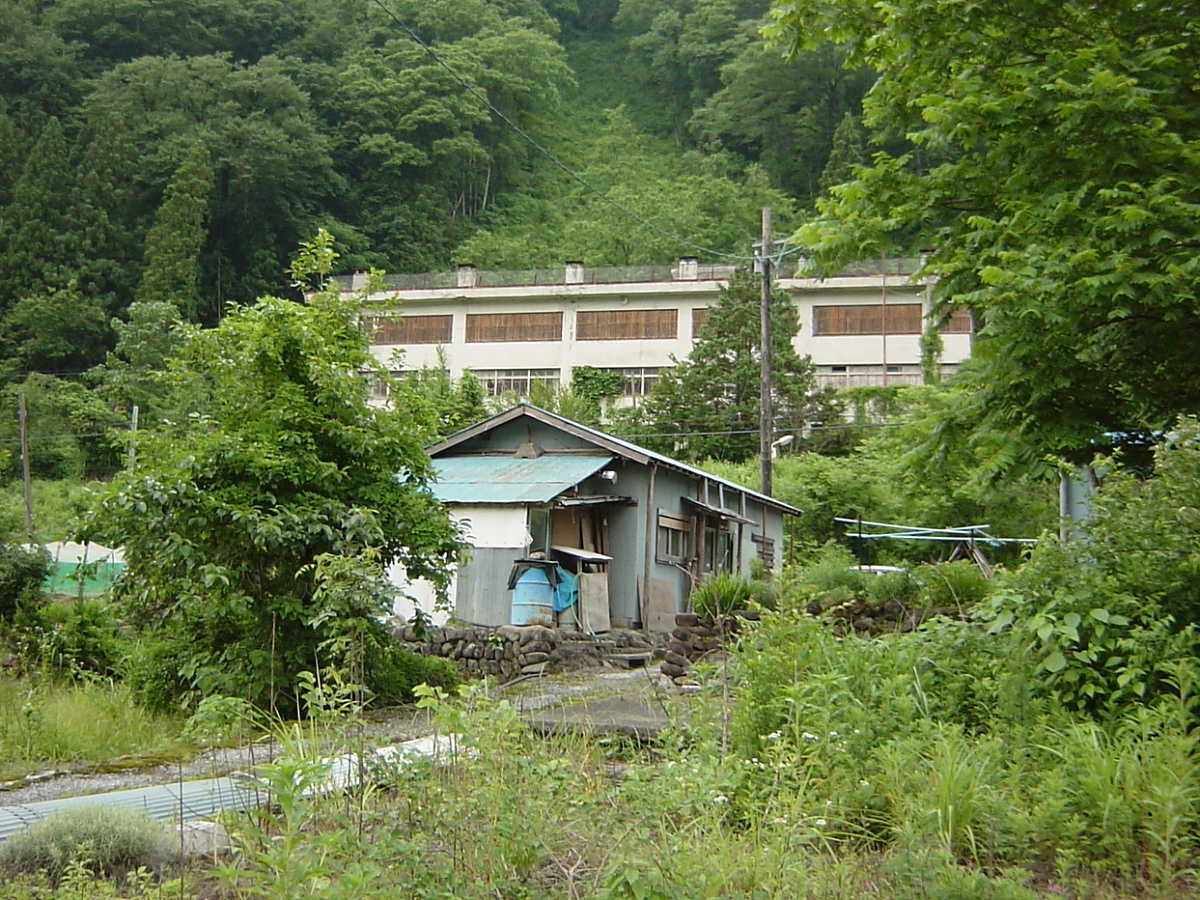
晩年の徳山本郷

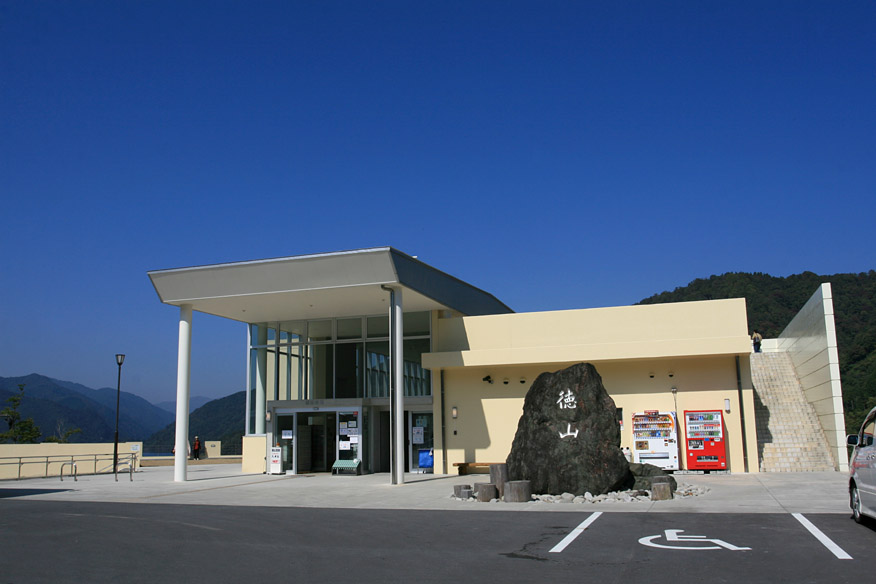
徳山会館

徳山ダム事業発表当時の所在地である岐阜県揖斐郡徳山村は、徳山ダム建設に伴って466戸・522世帯（約1,500名）が移転を余儀なくされた。ダム建設はすなわち村の消滅という事態につながる。下流の横山ダム建設の際は、建設予定地の藤橋村が村を挙げての反対運動を展開し、一時期は建設省職員の入村すら許されない雰囲気であった。
さらに徳山ダムの場合は「全村水没」という事態に至る重大性から、その反対運動は官民一体となった激しいものであった。当時、西濃では長良川河口堰や板取ダムが、東濃では阿木川ダムが反対運動に直面しており、水資源開発公団に対する水源住民の不信と不満が渦巻いていた。徳山ダムにおいても反対運動による補償交渉は長期化しており、水没後の村の帰属や住民の生活再建など課題は山積していた。
1977年（昭和52年）、徳山ダムは水源地域対策特別措置法第9条指定ダムに認定され、水没補償費の増額、生活再建策を提示するとともに、集団移転地の造成と移転費補償などが話し合われるに至り、次第に住民も態度を軟化させ始めた。住民は将来の安定した生活を懸けて交渉を行い、最終的に岐阜市に程近い本巣郡糸貫町（現：本巣市）ほかへ集団移転することなどで合意。1983年（昭和58年）11月21日に「徳山ダム建設事業に伴う損失補償基準」が調印され、一般補償交渉は妥結した。
これ以降、466戸の住民は次第に村から移転を開始した。このうち331戸は、水資源開発公団が造成した5箇所の集団移転地（芝原団地、糸貫団地、表山団地、網代団地、文殊団地）へ、117戸は集団移転地外の岐阜県内へ、残り18戸は県外へ転出していった。1987年（昭和62年）4月1日、徳山村は正式に隣村である藤橋村に吸収される形で合併し、1889年（明治22年）に村制が施行されて以来98年間の歴史に幕を閉じることとなった。
なお、徳山村を吸収した藤橋村も平成の大合併によって久瀬村・坂内村等とともに揖斐川町に合併している。残っていた住民も次第に転居を始め、1989年（平成元年）に水没全世帯の転居が完了した。徳山村各地区の神社も移転し、本巣郡本巣町（現・本巣市）の集団移転地近くに徳山神社として合祀された。
沈み行く徳山村の中で長年にわたって写真を撮り続けた、増山たづ子というひとりの女性がいた。彼女は村の自然や四季、人々など、ありし日の日常を写真という形で後世に残そうとした。彼女の写真は写真集や展覧会を通じて一般にも広く知られるようになり、1984年（昭和59年）には「エイボン アワーズ・トゥ・ウィメン」を受賞。水資源開発公団職員に対しても気さくに接していたという彼女は、徳山ダム建設起工式にも招かれたが、ダム完成直前に88歳で死去した。
増山たづ子の甥で、村の分校で教師を務めていた平方浩介の著書『じいと山のコボたち』（童心社）は映画化され、1983年（昭和58年）に『ふるさと』として公開された。
増山たづ子の東京での写真展の手伝いをした縁で、揖斐郡の写真家・映画監督の大西暢夫が1992年から15年間、廃村離村後に移転地から戻り徳山村で暮らし続けた村民を記録した。映像は2007年（平成19年）にドキュメンタリー映画『水になった村』として公開された。唯一水没しなかった門入集落に最後の一人になるまで暮らした村民の生涯を追った、大西暢夫の著書『ホハレ峠;ダムに沈んだ徳山村 百年の軌跡』（彩流社、2020年4月）も出版された
。
また、徳山村住民で郷土史研究家である大牧冨士夫は、徳山村の記録・郷土史として『ぼくの家には、むささびが棲んでいた──徳山村の記録』（編集グループSURE、2007年4月）という書籍をまとめている。
そして、2006年7月29日、徳山ダム建設工事現場にて歌手の由紀さおり、安田祥子を招いて『徳山ダムふるさと湖底コンサート』を開催。旧村民ら約5,000人を動員し、沈みゆく徳山村を偲んで最後の別れを告げた。
徳山村住民が使用していた農具や家財道具などの貴重な民俗資料は、道の駅星のふる里ふじはし内の徳山民俗資料収蔵庫で保存・展示されている。

### 用地補償
従来のダム建設に伴う用地補償においては、水没する道路に対しては付替道路を建設し、道路の機能を復元することが原則となっている。本工事においても移転の補償協定の際には代替道路が建設されるという条件が実際に盛り込まれており、それを条件としてダム建設賛成に回った者も多かった。この協定には地権者も合意していたとされる。
しかし2001年、水資源管理機構は突如として「徳山ダムにおいては上流域の民有林約180km2を買収して所有者・利用者のいない「公有地」とし、道路機能の復元は行わない」とした。これにより徳山ダムの事業費を抑えることが出来たが、この時、地権者や旧村民に対する説明が一切なかったとされ、水資源機構と当時の藤橋村が協定を一方的に反故にしたといわれている。また山林の地権者である旧村民が、山林にアクセスできる道路建設が完成するまで試験湛水を延期するように迫ったのに対し、水資源機構側が延期はできないとして対立。結局予定通りの試験湛水を行うことに対して地権者側が猛反発し、提訴したが、2008年に住民側の敗訴が決定しており、2021年に至るまで計画されていた道路は作られていないままとなっている。
旧徳山村で比較的高所にあった一部地域はダムによる水没を免れている。しかし水資源機構はダム建設当時、該当地域のほとんどは買収対象から外していたため、未だ土地を手放していない者も少なからずいたこともあり断絶した地域や道路が点在することになった。そのため、この地域の住民は比較的ダム賛成派が多かったといわれ、実際に現在も非水没地域に私有地を保有するかつての徳山村住民がいるが、その地域に接続する道路がないためダム湖での水上移動を余儀なくされている。また人工林として管理されていた山域では今後の保全作業が必要となるが管理のための林道にアクセスできないことが問題となる。非水没地域にはダム建設以前から近隣の林道より分岐する徒歩でのみ往来可能な登山道があり、昔はこの道を歩いて街へ出ていたと証言する旧村民もいる。また嘗て近隣に王子製紙が紙の原料となる木材を運び出すための作業道路があった。ダムによる補償協定により旧徳山村は水没しなかった地域も含めて全村廃村となったことからこの道も事実上、廃道となり一旦は森に帰った。しかしダム稼働開始後、水資源機構と揖斐川町は近隣にある黒谷第一砂防ダムへの管理作業道としてこの林道の一部を復活させ、峠付近を再整備してこの林道へのアクセス道路を新たに建設し始めた。最終的には現在、徒歩でしか行けない非水没地域に自動車で乗り入れが可能になる予定となっており、工事は少しずつではあるが進んでいたが、近年になり代替道路建設に合意したはずの地権者の一部が突如として反対を表明し、道路の延伸工事は頓挫した。そのためかここ数年、工事の進捗は見られず、道路建設は途中で止まったままであり、落石や倒木も放置されたままとなっている。なお、非水没地域の側から黒谷第一砂防ダムまでは水没を逃れた元々の道路が今も残っており、同砂防ダム付近で現在建設中の作業道と接続する予定となっている。

## 木曽川水系連絡導水路事業
徳山ダムの水を、揖斐川から長良川を経由して、愛知県と名古屋市の取水口がある木曽川まで、全長44 kmのトンネルでつなぎ、下流部でも1 kmのトンネルでつなぐ「木曽川水系連絡導水路」事業が進められている。水資源機構が2009年度に着工、完成は2015年度。
ところが、2009年（平成21年）に名古屋市長に就任した河村たかしは、名古屋市が水余りの現実もあり、事業の是非を含めて判断するため、建設負担金の凍結を決定し波紋を広げた。この動きに対し、当時の愛知県知事であった神田真秋は「導水路が中止になれば、ダムの水を放棄させられるのに等しい」と述べ、徳山ダムが無用のダムになると指摘した。

### 上流案
揖斐川町地点の揖斐川より取水し、根尾川から長良川を経て犬山市にある犬山頭首工（農林水産省）直下の木曽川に導水する。トンネル掘削により総工費は約900億円となるが、自然流下が可能であるためポンプや揚水機場等の維持施設が不要である。

### 下流案
大垣市付近の揖斐川より取水し、長良川を経由し木曽川大堰付近の木曽川に導水する。総延長が短縮され、総工費は約750億円程度である。ただし平地であるため自然流下が不可能であり、ポンプや揚水機場の整備が必要とされ、管理維持費として年間約1億5,000万円を別途計上しなければならない。

## ダム事業に対する疑問
水没地域との住民との補償交渉は妥結したものの、その後に流域外・受益地外の人間からダム事業に対する疑問が呈されるようになった。ダム反対派は環境問題などを中心にしてダム建設の中止を求めて活動しており、「ダムが完成しても完全撤去を求める」として対決姿勢は崩していない。ただし反対派の主張は、環境面についての対案は示しているが、治水については2002年（平成14年）の水害の被災地区への堤防整備といった限定的な対案は示しているものの、木曽川水系や揖斐川流域全体を考慮した治水対案、およびダムに替わる渇水への根本的な対案は示していない。
しかしながら、ダム建設が開始された段階で始まったこれら反対派市民団体の運動は、当の旧徳山村住民からは厳しく批判された。特に水資源機構との間で補償交渉を行った住民に顕著で、彼らは「自然環境だけを盾に反対運動をする反対派は許せない」「あの手の反対運動ほど早期完成を願う水没住民の感情を逆なでする者はいない」と手厳しく非難している。

### 利水面
1つは利水に対する疑問である。徳山ダム計画時の水需要は高度経済成長を前提とした計画であったが、1990年代以降は水需要が鈍化傾向となり、当初の水需要と次第にかけ離れる、いわゆる水余りという問題がダム反対派から相次いで指摘された。事実、2000年には岐阜県・愛知県・名古屋市が水余りによって水利権の半分から3分の2を返上するということがあった。
折から公共事業に対する見直し論議も活発化し、徳山ダムは長良川河口堰とともに「計画と実情が乖離（かいり）した無用の長物」であると批判されるようになった。これを受け、建設省は細川内ダムや千歳川放水路などを中止・凍結するなど公共事業の見直しを進めたが、徳山ダムについても再検討を行うべく1995年（平成7年）に「徳山ダム建設事業審査委員会」が設立され、ダム建設の是非について学識経験者・専門家を含めた多角的な検証が行われた。この間、1991年（平成3年）には大垣市が水害の被害を受け、1994年（平成6年）には東海3県の記録的水不足により知多半島では1日19時間断水するなど、治水・利水に対する不安事項が表面化していた。結局、1997年に委員会はダム建設早期完成を促す答申を発表した。
これに納得しない大垣市などに在住する左派市民グループ「徳山ダムの建設中止を求める会」は、徳山ダム建設差し止め訴訟を1998年（平成10年）岐阜地方裁判所に起こした。第一審および名古屋高等裁判所の控訴審において「水需要の予測は将来を見越して計画を立てるので、その後変動が起こっても止むを得ない」として敗訴。その後、最高裁判所へ上告されたが2007年（平成19年）2月22日に「ダム建設は憲法違反にはあたらない」として棄却され、敗訴が確定した。
一方、徳山ダムの1973年当時の当初計画では水道水の需要を毎秒15.5 m3と予定していたが、愛知・岐阜・三重の東海三県と名古屋市は2004年（平成16年）までに想定必要量を毎秒6.6 m3に見直している。このため「徳山ダムの水は長良川にいらない市民学習会」などの市民団体は、木曽川水系連絡導水路について
「無駄な公共事業である」と批判し、水余りにより過重な水道費や税の負担が生じるとして反発や懸念を示している。

### 環境面
2つ目は環境対策である。ダム建設予定地にイヌワシやクマタカといった特別天然記念物に指定されている大型猛禽類が10数つがい生息していることが判明したことから、水資源開発公団は工事を一時中断して営巣状況などを調査。鳥類への影響を最小限に食い止めるため、発破時間の制限や建設機械に保護色を塗るなど配慮した。
そのほか、各分野の専門家の指導や助言を聴き、様々な動植物や水質等への対策を行った。対策後の追跡調査も行われているようであり、徳山ダムのホームページなどで調査状況等が公表されているが、ワシタカ類をはじめとする貴重な動植物については保護のため場所などの情報は公表されていない。一方で環境影響評価法（環境アセスメント法）の指定を受けていないため、厳格な環境アセスメントは行われていない。このためダム建設に反対する市民グループは自然環境への配慮が不十分として、環境アセスメント法の適用と試験湛水の中止を国土交通省に働きかけるよう環境省に訴えていた。

## ダムの効果
ダム事業には反対意見も未だ根強く問題は解決していないが、徳山ダムはすでに完成している。下流受益自治体の名古屋市や愛知県・岐阜県は、議会の一部から巨額の事業負担に対する反発もあったため、国土交通省に事業費圧縮を要望するなどした。しかし長期的な揖斐川の治水と東海地方の利水という観点から、ダム建設については早期の完成を要望した。特に大垣市・海津市をはじめ揖斐川流域の市町村は一日も早い完成を熱望していた。その理由は長年悩まされていた揖斐川流域の水害軽減である。
1976年（昭和51年）の通称「9.12水害」では、ダムの無い長良川が決壊したほか揖斐川流域でも被害があり1万9,000戸が浸水。1991年（平成3年）の水害でも大垣市が浸水被害に遭っている。さらに2002年（平成14年）7月の水害では揖斐川の計画高水流量（計画された限界の洪水流量で、治水の基準となる）を上回る洪水が記録され、揖斐川は堤防越水まで残り数10 cmまで出水。かろうじて本流の堤防決壊こそ免れたが、川を逆流した水で大垣市内西部を中心に浸水被害を出した。
支流である根尾川・牧田川・杭瀬川などでのダム建設は建設可能な地点こそあるものの、現在のダム建設長期化の状況下では実現不可能に等しく、引堤や浚渫は大規模な住居移転や名神高速道路を含む道路、東海道新幹線を含む鉄道の移転が予想され、代替対策は困難が予想される。このため2002年の水害被災者などをはじめ徳山ダムへの期待を持つ関係者や住民も多い。その一方で反対派からは、2002年の水害は中小河川の氾濫であり徳山ダムで防げる水害ではないとの主張もある。
利水については、1994年（平成6年）や2005年（平成17年）の渇水で木曽川水系ダム群の貯水率減少により給水制限が深刻化した。揖斐川でも2000年（平成12年）の渇水により、中流部の揖斐郡大野町・平野庄橋付近において揖斐川の水流が途絶。上水道・農業用水・工業用水に深刻な影響を与えた。横山ダムだけでは完全な水需要確保が不可能であり、横山ダム再開発に加えて徳山ダムの重要性が周辺自治体から指摘されている。
ダム完成後の2008年（平成20年）9月2日から3日にかけての大雨では、ダム貯水による洪水調整効果が見られた。また同年7月下旬から8月下旬の期間においても、ダム貯留水を利用して揖斐川沿川の既得用水における取水の安定が図れたほか、2000年（平成12年）9月と2009年（平成21年）9月を比較すると平野庄橋付近における水流の途絶が解消しており、揖斐川の流量が安定したことによりアユが生息出来る環境となっている。
最も効果が顕著であったのは2014年（平成26年）8月の台風11号で、横山ダムと連携した洪水調節を行い、ダムの管理が開始された2008年（平成20年）5月以降で最大となる毎秒約1,210m3の流入量全量を貯留し、揖斐川では大垣市万石（河口から40.6km地点）でおおよそ2mの水位低下効果があった。

## 電力事業の縮小
徳山ダムの水力発電に関しては再検討の結果、当初計画から規模が縮小された。当初は電源開発の徳山発電所として認可出力40万kWの揚水発電が計画されており、上池として徳山ダムを、下池として杉原ダムを建設して利用する予定であった。
杉原ダムは中部電力の発電用ダムであり、1982年（昭和57年）より堤高57mの重力式コンクリートダムとして計画された。徳山発電所の下池として利用するほか、杉原発電所を通じて2万4,000 kWの発電を行う計画であった。補償交渉や住民移転も済んで本体工事着工も間近であったが、平成不況などの影響で電力需要が当初計画から伸び悩むようになり、採算性の問題が生じたことから事業を再検討した。その結果、杉原ダム・杉原発電所計画は2004年（平成16年）に中止となり、徳山発電所も当初の揚水発電から出力15万3,000 kWの一般水力に縮小することが決定された。その後に2007年3月13日付で、徳山ダム完成後に事業主体を電源開発から中部電力に変更することが発表された。
徳山発電所建設工事では、2010年（平成22年）5月21日に落石事故が発生し、1名の作業員が死亡した。
徳山発電所は2014年（平成26年）5月15日に2号機が、2016年（平成28年）3月24日に1号機がそれぞれ運転を開始。2台の水車発電機を有し、ダム水路式で出力13万9,000 kWの1号機と、ダム式で出力2万4,300 kW（運転開始当初は2万2,400 kW）の2号機とで構成され、2台運転時の出力は16万1,900kWである。

## 観光地として
徳山ダムは西濃地域の新しい観光地として、休日には多くの観光客が訪れる。特にゴールデンウィークには観光放流が実施されたこともあり、ダムへ向かう徳山バイパスが試験放流の際と同様に、ダム湖付近を先頭に渋滞するなどした。下流には揖斐関ヶ原養老国定公園に指定された揖斐峡や桜の名所である霞間ヶ渓があり、関ヶ原古戦場も比較的近い。
揖斐川町は、横山ダム上流にあるプラネタリウム・藤橋城や谷汲山華厳寺などを周遊する町営観光バスのルートに徳山ダムを加え、新たな観光拠点として活用を始めている。

## アクセス

### 公共交通機関
- JR東海道本線 大垣駅より養老鉄道養老線に乗り換え、揖斐駅下車。駅からタクシー（揖斐川町コミュニティバスでは徳山ダムまで向かう事が出来ない）。

### 自動車
横山ダムから藤橋城の間および国道417号岐阜県側末端部から福井県側の麓まではカーブが多いため注意が必要である。また、周辺20 km圏内すなわち往復40 km以上の行程中にはガソリンスタンドが無いため、航続距離の短い自動車で訪れる場合はガス欠防止のため、揖斐川町北方か根尾村（現：本巣市）までにガソリンを必ず満タンにしておくことが推奨される。
- 大垣方面から
  - 名神高速道路 大垣インターチェンジ下車、国道258号、国道21号、国道417号経由で北上。
- 福井方面から
  - 北陸自動車道 鯖江インターチェンジ下車、国道417号（クラウンロード）を南下。冠山峠直下をトンネルで抜ける冠山峠道路が2023年11月に開通し、通年で通行可能となった。
  - かつては国道417号から林道冠山線経由で南下。高倉峠を越える林道塚線でも往来は可能であるが、いずれの林道も冬期閉鎖される。

## 徳山ダムを題材とした作品
- ふるさと (1983年の映画)[1][15]
- 水になった村 (2007年の映画)[2][15]
- 約束〜日本一のダムが奪うもの〜
- 『じいと山のコボたち』（ 平方浩介著、童心社フォア文庫、1982年4月1日、全国書誌番号:82043084）[1]
- 『政代さん―1945年徳山村（今はダムの底）の記憶』（平方浩介著、燦葉出版社、2020年7月30日、ISBN 978-4-87925-140-4）
- 『徳山ダムの話―日本一のムダ』（平方浩介著、燦葉出版社、2022年10月20日、ISBN 978-4-87925-147-3）[1][15]
- 『たれか故郷を思わざる』（大牧冨士夫著、ブックショップ「マイタウン」、1990年8月、全国書誌番号:20737834）
- 『徳山ダム離村記』（大牧冨士夫著、ブックショップ「マイタウン」、1991年10月、全国書誌番号:20737241）
- 『ぼくの家には、むささびが棲んでいた―徳山村の記録』（大牧冨士夫著、編集グループSURE、2007年4月、全国書誌番号:22241736）
- 『僕の村の宝物―ダムに沈む徳山村 山村生活記』（ 大西暢夫著、情報センター出版局、1998年1月22日、ISBN 4-7958-2652-8）
- 『おばあちゃんは木になった』（大西暢夫著、ポプラ社、2002年5月、ISBN 4-591-07241-X）
- 『水になった村―ダムに沈む村に生き続けたジジババたちの物語』（大西暢夫著、情報センター出版局、2008年1月13日、ISBN 978-4-7958-4792-7）
- 『徳山村に生きる―季節の記憶』（大西暢夫著、農山漁村文化協会、2009年5月25日、ISBN 978-4-540-08304-4）
- 『ホハレ峠;ダムに沈んだ徳山村 百年の軌跡』（大西暢夫著、彩流社、2020年4月22日、ISBN 978-4-7791-2643-7）[3][15]